# Shanacloon
Shanacloon (auch St Alban’s Grave, St Abán’s well oder Tobar Abán genannt) ist ein archäologischer Fundplatz bei Baile Mhic Ire, in den Wäldern südwestlich des An Sulán (Sullane River) im Townland Shanacloon (irisch An tSeanchluain) im County Cork in Irland.
Ein kleiner Cairn wird von drei Oghamsteinen flankiert, wobei nur eine Inschrift deutlich sichtbar ist. Ein vermutlich versetzter Bullaun liegt auf dem Steinhügel, der auch mit einem modernen Kreuz versehen ist und als Rag Tree genutzt wird. Der Cairn soll die Grabstätte von St Abán, dem Bruder von St Gobnait sein, dessen Kirche im Nordwesten liegt. Ein paar Meter bergab ist die Heilige Quelle St Abán die noch verehrt wird.

## Die Oghamsteine

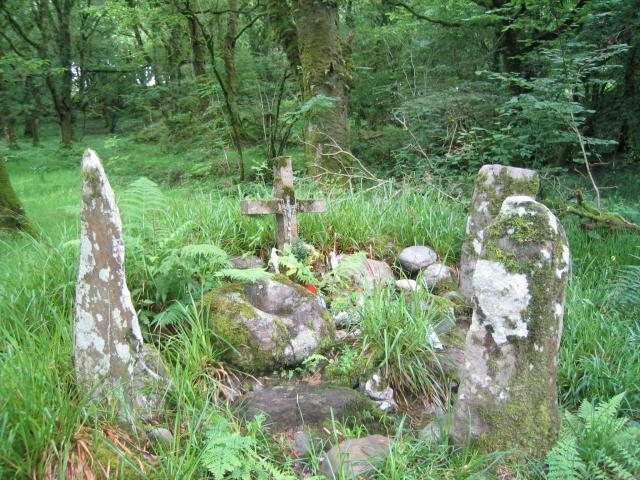
Die Oghamsteine bei Baile Mhic Íre (Ballymakeery)

Der südöstliche Oghamstein hat die klarste Inschrift der drei Steine. Die auf zwei Seiten zu findende Inschrift lautet: „Litubiri Maqi Qecia“. Er ist 1,09 m hoch, 0,2 m breit und 0,18 m dick.
Der rechteckige, von Moos bedeckte zweite Oghamstein hat eine schwierig zu lesende Inschrift. Er ist 0,98 m hoch, 0,38 m breit und nur 9 cm dick. Die Inschrift lautet „Lacavagni“.
Auch der dritte, wiederum von Moos bedeckte Oghamstein hat eine schwierig zu lesende kurze Inschrift. Sie besteht aus einem Wort, das wahrscheinlich den Namen „Vaitevia“ wiedergibt. Es gibt keinen Hinweis auf weitere Schriftzeichen. Der Stein ist 1,07 m hoch, 0,38 m breit und 0,15 m dick.

## Der Bullaun
Am Fuße des Oghamstein II, befindet sich ein Bullaun. Der Bullaunstein ist 0,65 m lang, 0,6 m breit und hat eine Höhe von 0,25 m. Der Bullaun selbst misst 0,25 m im Durchmesser und ist 0,15 m tief.
In der Nähe liegen/stehen der Cross Slab von Killeen und der Steinkreis von Gortanacra.